# Oxögtjärnen (Mattmars socken, Jämtland)
Oxögtjärnen är en sjö i Åre kommun i Jämtland och ingår i Indalsälvens huvudavrinningsområde.